# オナガサナエ
オナガサナエ（尾長早苗、学名：Melligomphus viridicostus）は、サナエトンボ科のトンボで日本特産種。

## 形態
成虫は体長58-65 mm程度の中型のサナエトンボ。和名は雄の尾部付属器の独特な形状にちなむ。

## 生態
成虫は5月下旬頃から羽化し、9月下旬頃まで見られる。羽化後は付近の草むらや林縁などで摂食活動を行う。成熟個体は河川中流域の河原の石の上や枝の先などにじっと静止していることが多い。本種は警戒心が薄く、かなり至近距離に近づくまで逃げないことが多い。未熟期は複眼が褐色であるが、成熟すると澄んだ緑色に変わる。産卵は雌が単独で、空中でホバリングをしながら行う。
幼虫は大規模な河川の中流域に住み、石に掴まって生活する。

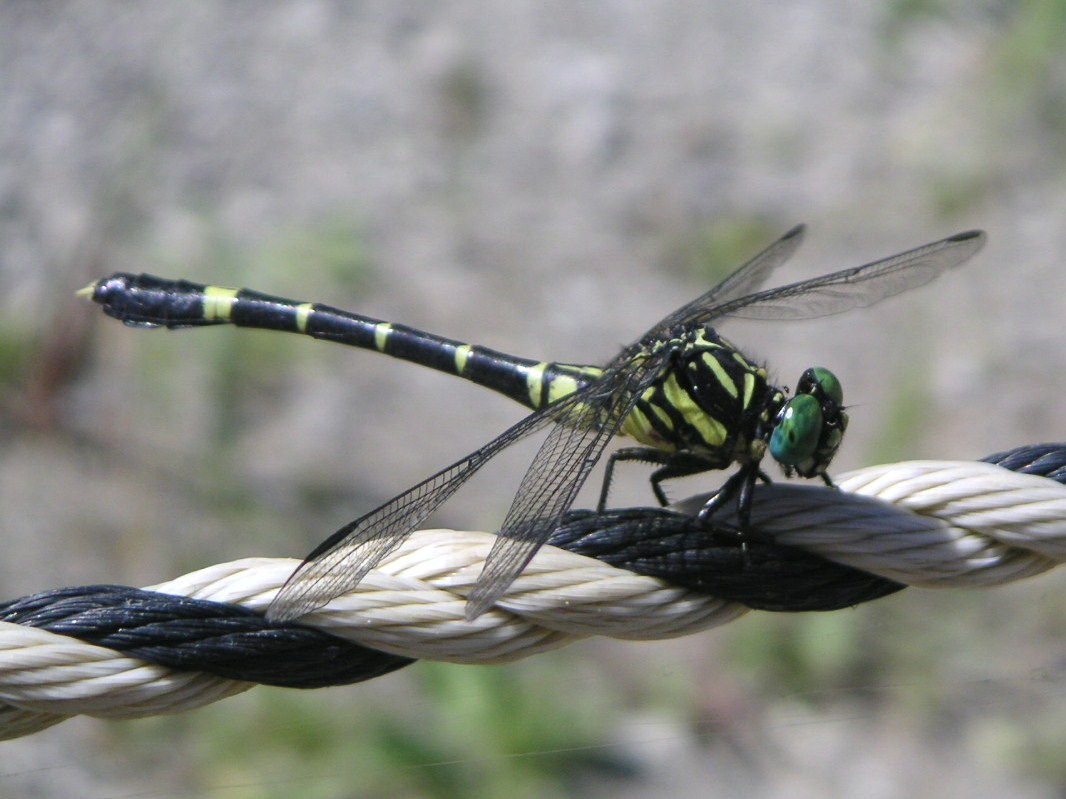
成熟した雌
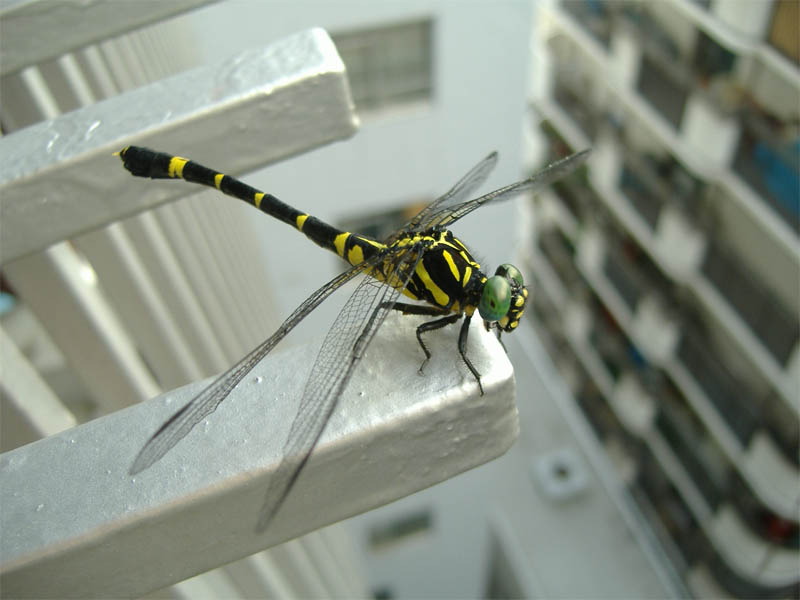
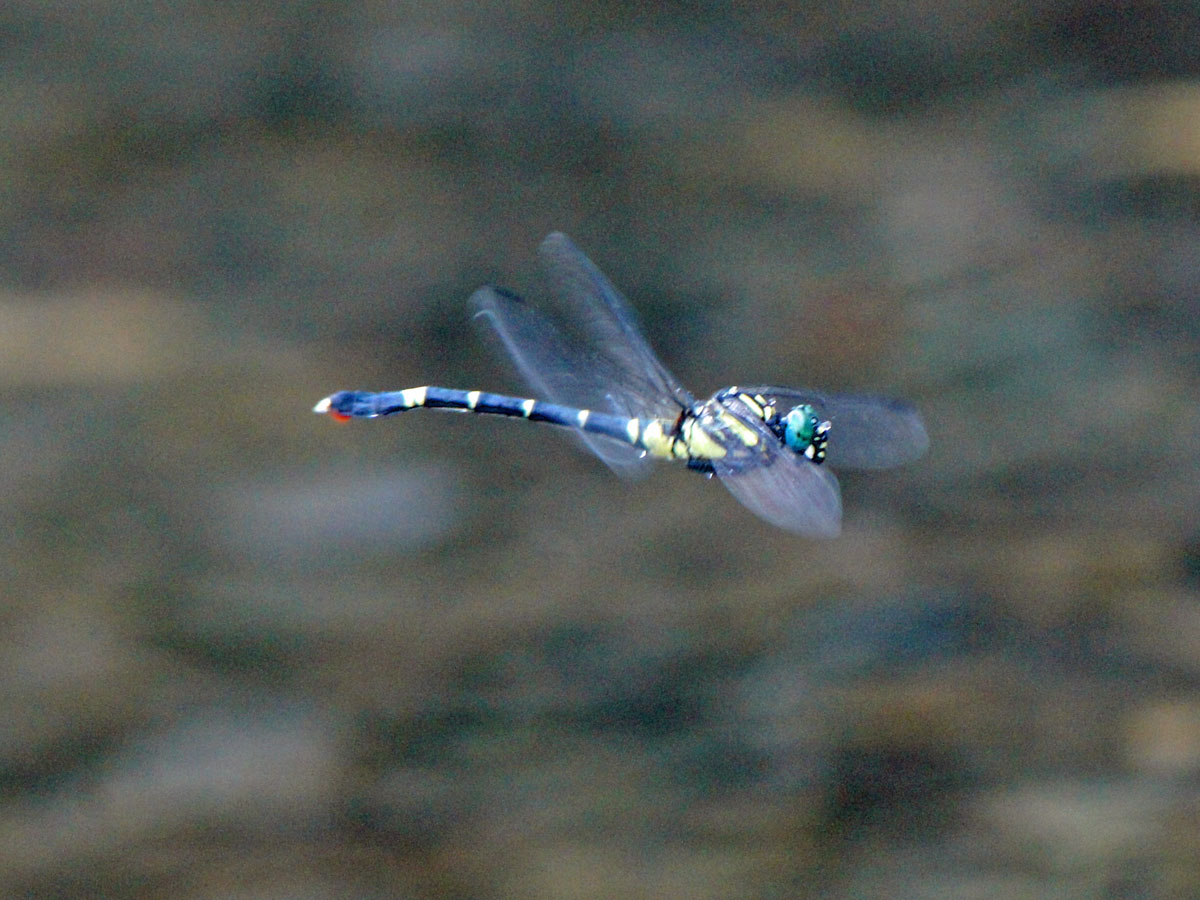
産卵中のオナガサナエのメス